# Sabrina Jonnier
Sabrina Jonnier (* 19. August 1981 in Hyères) ist eine ehemalige französische Mountainbikerin. In den 2000er Jahren gewann sie zwei Weltmeister-Titel und fünfmal den Gesamtweltcup in der Disziplin Downhill.

## Sportlicher Werdegang
Mit dem Radsport begann Jonnier im Alter von sechs Jahren auf dem BMX, mit 13//14 Jahren kam sie zum Mountainbikesport. Bereits mit 14 Jahren nahm sie an den ersten Wettkämpfen teil, als Juniorin wurde sie 1999 Weltmeisterin und von 1997 bis 1999 dreimal Europameisterin im Downhill. 2000 wurde sie erstmals französische Meisterin.
Insbesondere in den ersten Jahren ihrer Karriere startete Jonnier auch regelmäßig im Bikercross, zuerst im Dual Slalom und nach dessen Einführung auch im Four Cross. Ihr erstes Weltcup-Rennen und ihre erste Medaille bei den UCI-Mountainbike-Weltmeisterschaften in der Elite gewann sie im Jahr 2000 nicht im Downhill, sondern im Dual Slalom. Es folgten in den Jahren 2002 und 2003 zwei WM-Medaillen sowie im Jahr 2004 der Sieg der Weltcup-Gesamtwertung im Four Cross.
Im Downhill war sie nach dem Karriereende von Anne-Caroline Chausson die dominierende Fahrerin der 2000er Jahre. Von 2001 bis 2010 stand sie jedes Jahr auf dem Podium der Gesamtwertung im Downhill-Weltcup, davon fünfmal auf Platz 1, und gewann sechs Medaillen bei den Weltmeisterschaften, 2006 und 2007 wurde sie jeweils Weltmeisterin. In ihrem besten Jahr 2007 schaffte sie das Meisterschafts-Triple bei den Welt-, Europa- und nationalen Meisterschaften plus den Sieg in der Weltcup-Gesamtwertung.
Nach einem schweren Sturz zu Beginn der Saison erklärte Jonnier bei den französischen Meisterschaften 2012 ihren Rücktritt vom Profi-Sport zum Saisonende, ein Jahr später kam im August ihre Tochter zu Welt. Sie machte zwei Ausbildungen zur Radsport- und Yoga-Trainerin und gibt in ihrer eigenen Firma Yoga-Training, bevorzugt für Sportler. Darüber hinaus ist sie Co-Kommentatorin für den französischen Fernsehsender L’Équipe beim Downhill-Weltcup und freiwillige Mitarbeiterin des französischen Radsportverbandes in der Sektion Frauen und MTB.

## Erfolge
| 1997 - Europameisterin (Junioren) – Downhill 1998 - Europameisterin (Junioren) – Downhill 1999 - Weltmeisterin (Junioren) – Downhill - Europameisterin (Junioren) – Downhill 2000 - Weltmeisterschaften – Dual Slalom - Europameisterschaften – Downhill - Französische Meisterin – Downhill - ein Weltcup-Erfolg – Dual Slalom 2001 - ein Weltcup-Erfolg – Downhill - Europameisterin – Dual Slalom 2002 - Weltmeisterschaften – Fourcross - ein Weltcup-Erfolg – Fourcross 2003 - Weltmeisterschaften – Downhill - Weltmeisterschaften – Fourcross - Gesamtwertung UCI-MTB-Weltcup – Downhill 2004 - drei Weltcup-Erfolge – Fourcross - Gesamtwertung UCI-MTB-Weltcup – Fourcross 2005 - Weltmeisterschaften – Downhill - Europameisterschaften – Downhill - zwei Weltcup-Erfolge – Downhill - Gesamtwertung UCI-MTB-Weltcup – Downhill | 2006 - Weltmeisterin – Downhill - zwei Weltcup-Erfolge – Downhill 2007 - Weltmeisterin – Downhill - Europameisterin – Downhill - Französische Meisterin – Downhill - zwei Weltcup-Erfolge – Downhill - Gesamtwertung UCI-MTB-Weltcup – Downhill 2008 - Weltmeisterschaften – Downhill - Europameisterin – Downhill - Europameisterin – Fourcross - ein Weltcup-Erfolg – Downhill 2009 - sechs Weltcup-Erfolge – Downhill - Gesamtwertung UCI-MTB-Weltcup – Downhill 2010 - Weltmeisterschaften – Downhill - Französische Meisterin – Downhill - zwei Weltcup-Erfolge – Downhill - Gesamtwertung UCI-MTB-Weltcup – Downhill |